# Lage (Lippe)
Lage est une ville d'Allemagne du land de Rhénanie-du-Nord-Westphalie, appartenant à l'arrondissement de Lippe.

## Histoire
| Appartenances historiques Seigneurie de Lippe 1274–1528 Comté de Lippe 1528–1613 Comté de Lippe-Detmold 1613–1789 Principauté de Lippe 1789–1918 République de Weimar 1918–1933 Reich allemand 1933–1945 Allemagne occupée 1945–1949 Allemagne 1949–présent |

## Jumelage
- Sankt Johann im Pongau (Autriche) depuis 1977
- Horsham (Angleterre) (Royaume-Uni) depuis 1985

## Quartiers
| Quartier      | Habitants (2009) | Quartiers de Lage |
| ------------- | ---------------- | ----------------- |
| Billinghausen | 1.903            | Quartiers de Lage |
| Ehrentrup     | 2.919            | Quartiers de Lage |
| Hagen         | 2.047            | Quartiers de Lage |
| Hardissen     | 2.214            | Quartiers de Lage |
| Hedderhagen   | 35               | Quartiers de Lage |
| Heiden        | 2.184            | Quartiers de Lage |
| Heßloh        | 225              | Quartiers de Lage |
| Hörste        | 2.699            | Quartiers de Lage |
| Kachtenhausen | 1.835            | Quartiers de Lage |
| Kernstadt     | 12.908           | Quartiers de Lage |
| Müssen        | 3.129            | Quartiers de Lage |
| Ohrsen        | 1.232            | Quartiers de Lage |
| Pottenhausen  | 1.107            | Quartiers de Lage |
| Waddenhausen  | 2.337            | Quartiers de Lage |
| Wissentrup    | 635              | Quartiers de Lage |
| Total         | 37.409           | Quartiers de Lage |

## Personnalités liées à la ville
- Fritz Bracht (1899-1945), homme politique né à Heiden.
- Reinhard Wilmbusse (1932-2014), homme politique né à Waddenhausen.